# Franz Stein
Franz Stein, též Franko Stein (1. června 1869 Vídeň – 17. července 1943 Lienz), byl rakouský a český novinář, dělnický nacionální aktivista a politik německé národnosti, na počátku 20. století poslanec Českého zemského sněmu a Říšské rady.

## Biografie
Byl synem továrního dělníka. Vyučil se mechanikem a složil tovaryšské zkoušky. Od roku 1888 byl aktivní ve všeněmeckém hnutí Georga von Schönerera a snažil se o založení všeněmeckých dělnických organizací. Roku 1893 založil v Čechách Německý nacionální dělnický spolek, který se od roku 1899 nazýval Spolkem německých dělníků Germania. Stein od roku 1895 redigoval jeho tiskový orgán Der Hammer. Od roku 1897 působil coby novinář v Chebu, kde v letech 1898–1938 vydával ročenku Hammeru. Roku 1899 svolal do Chebu první německý nacionální dělnický sjezd a prosadil zde přijetí pětadvaceti programových bodů.
Na přelomu století se zapojil i do zemské politiky. V doplňovacích volbách roku 1899 byl zvolen do Českého zemského sněmu v kurii městské (volební obvod Vrchlabí). Mandát obhájil za týž obvod v řádných volbách v roce 1901. Politicky patřil k Všeněmeckému sjednocení. Ve volbách roku 1901 byl zvolen i do Říšské rady (celostátní zákonodárný sbor), za kurii všeobecnou, obvod Cheb, Aš, Kraslice atd. V letech 1902–1906 byl i členem takzvaných delegací (parlamentní skupina pro vyjednávání o společných otázkách obou částí Rakouska-Uherska). Nadále zůstal věrný Georgu von Schönererovi a neodešel roku 1903 do osamostatněné Německé dělnické strany. Byl pak zástupcem Schönerera. Jeho kandidatura do Říšské rady v roce 1907 a 1911 ovšem nebyla úspěšná.
V letech 1914–1917 pracoval pro německé nacionální noviny Deutsche Presse, vycházející ve Vídni. V meziválečném období propagoval Schönererův odkaz a myšlenky velkoněmectví. Vedl Spolek posledních Schönereriánů založený roku 1922. V době austrofašistického státního zřízení byl opakovaně zatýkán. Po anšlusu byl nominován do Říšského sněmu Velkoněmecké říše, ale nenastoupil do něj. Za vlády NSDAP mu byla udělena četná vyznamenání, obdržel pravidelnou státní penzi. Roku 1942 se podílel na organizování výstavy o Georgu von Schönererovi konané ve Vídni.